# 北海道池北高原鐵道
北海道池北高原鐵道株式會社（日语：／）是已解散的鐵路公司（日本第三部門鐵道），總部位於北海道北見市。該公司曾經經營由舊日本國有鐵道（國鐵）特定地方交通線接手營運的鐵路線池北線。接手後把路線改名為故鄉銀河線。

## 成立前的歷程
連接池田站至北見站之間的日本國有鐵道（國鐵）池北線因實行日本國有鐵道經營再建促進特別措置法，達成了特定的準備，使路線在1984年（昭和59年）6月22日成為第2次特定地方交通線。當時該路線暫時被擱置，這是由於需要調查被替代的巴士服務是否能夠在嚴冬時期行走。在1985年（昭和60年）8月2日得出結論，就是沒有上述的存在問題。
後來沿線自治體開始以國鐵和北海道旅客鐵道（JR北海道）繼續營運的前提下，開展了保留鐵路線的運動。隨著臨近存廢結論期限，在1988年（昭和63年）2月5日個別協商下，自治體需要負擔部分責任，共同合資成立第三部門鐵道，以保留鐵路線的營運。隨後經過協同制定基金等各個工作後，於同年11月14日，決定池北線廢除後成立第三部門鐵路，承繼該鐵路線繼續營運。
隨著國鐵分割民營化，池北線由北海道旅客鐵道（JR北海道）繼承。在決定路線第三部門鐵路化後，JR開始為加快速度以把鐵路線過渡給第三部門鐵路公司。在1988年（昭和63年）11月27日，成立了「池北線運行對策準備會」，以制定事業計劃等事項。在1989年（昭和64年）1月5日，北海道出資2億、民間公司出資1億、沿線市町出資1億日圓，決定成立一家名為「北海道池北高原鐵道株式會社」。路線名稱在公開招募後，同年（平成元年）1月20日發表路線名稱為「故鄉銀河線」。同年2月27日，池北線協議會發表將會在同年6月4日繼承池北線。

## 成立公司至開始營業前
在1989年（平成元年）2月28日舉行大會後，於3月9日登記成立公司，名為「北海道池北高原鐵道株式會社」。在3月18日，於JR北海道北見運輸區設施內暫時開設本社事務所。JR北海道提出把池北線廢除的期限定為3月29日，翌3月30日，替代鐵道事業者認定書和第一種鐵道事業許可狀交給北海道池北高原鐵道。4月24日上午7時14分，6架CR70形柴油列車到達北見站1號月台。在4月27日起試行以準備路線啟用。在6月3日，池北線開設了告別列車班次，舉行了歡送會，池北線80年的歷史到此為止。
在1989年（平成元年）6月4日，北見站和池田站分別設有開業紀念列車出發。在各個有人車站中均舉行了出發儀式，受到熱烈歡迎。在置戶町中央公民館中，舉行了北海道池北高原鐵道株式會社開業典禮。成為了當時北海道內唯一第三部門鐵路公司，也最全日本擁有最長距離的第三部門鐵路線，JR北海道池北線改變成為北海道池北高原鐵道故鄉銀河線。

## 開始營業後的動態

### 行走時間表
當初的時間表是按照池北線的時代，所有列車都是故鄉銀河線線內行走。日間每2至3小時1班，以提高便利性。後來由於北見站和池田站在時間表較難轉乘其他路線。在詢問沿線地方意見後，同年8月6日實行時間表修正，列車開始一人控制，上下行增加13班列車。另外開設了快速列車「銀河號」，比起普通列車，快速列車行走整條路線的時間縮短了45分鐘。同年度は第2次實施時間表修正，陸別至置戶方向開設早上班次，以繼續提高方便性。
上述提及，開業時所有列車均於線內行走。後來在1991年（平成3年）11月1日，一些班次開始駛入JR北海道帶廣站（參見#與JR北海道的合作）。

### 營業政策

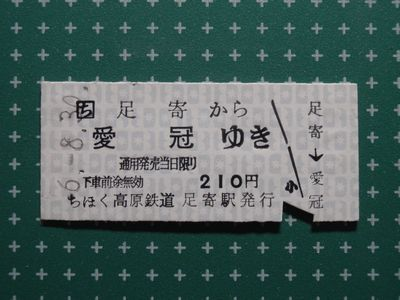
作為吉祥車票的愛冠站乘車票

基於振興會議的想法，為了支持鐵路線，成立了「故鄉銀河線友之會」。除了向會員發放會員証和紀念電話卡外，會員更可以在星形的盤子中，刻上你的名字，然後放置在車站內。截至1999年（平成11年），會員數目突破3,000人。另外，在北見站至置戶站之間開設了啤酒列車。在愛冠站提供場地舉行婚禮。在愛冠站由於站名吉祥的關係而出售了特別車票，銷量比較好。
除了啤酒列車和神秘列車等團體、活動列車外。為了鼓勵殘障人士享受列車之旅，成立了，在置戶町前次開設了活動見習用列車向日葵號。
關於其他活性化政策。北見市內的公司寄贈了單車，把單車放置在線內有人車站中免費租出，以提升遊客服務。
在1998年（平成10年），站名牌進行翻新，把一些車站名稱加設星座名，以增加客量。池田站星座是最近銀河中心的射手座，本別站、足寄站、愛冠站、上利別站、大譽地站、陸別站、置戶站、境野站、訓子府站、上常呂站和北見站均附上了其餘11星座。

### 翻新設施
由於北海道池北高原鐵道銀河故鄉線的前身池北線已經開通超過80年，因此部分設施已經老化，需要進行翻新。
利用故鄉創生事業，把車站進行翻新，同時把車站周邊一帶進行開發。車站大樓翻新了一座綜合設施，以吸引人流聚集。在1990年（平成2年）12月17日，首個翻新的車站是小利別站，隨在在線內自治體的代表車站也全部進行翻新，直至2000年（平成12年）11月1日，最後一座翻新車站為訓子府站，項目以此終結。
隨著鐵路設備老化，因此利用了鐵道軌道近代設備整備事業補助，決定引入調度集中系統 (CTC)。工程分為3個區間，以3年完成。在1995年（平成7年）度，北見站至置戶站之間30.6公里CTC化工程於12月20日完成，上常呂站在3月1日起成為無人車站。在1996年（平成8年）度，置戶站至足寄站之間64.8公里CTC化工程於11月20日完成，上利別站在3月1日起成為無人車站。在1997年（平成9年）度，足寄站至池田站之間44.6公里CTC化工程於11月1日完成，高島站在3月31日前成為無人車站。
構造物以落入鐵道近代化補助事業的對象範圍。由於路線建設超過80年，經過調查診斷後，發現橋樑的情況沒有問題。車輛方面已經服役10年，來到了翻新的時期，但是由於經營狀況下，只可進行延命工程。在北海道和沿線自治體的補助下，於1998年（平成10年）度有4輛列車進行延命工程。
關於故鄉銀河線提速，在1996年（平成8年）7月，日本鐵道建設公團在札幌站至北見站之間，調查故鄉銀河線和石北本線兩方面進行驗證。假設了各種情況，結果顯示改善石北本線可縮短行車所需時間。雖然故鄉銀河線也可進行提速，但是會涉及大量費用。

### 與JR北海道的合作

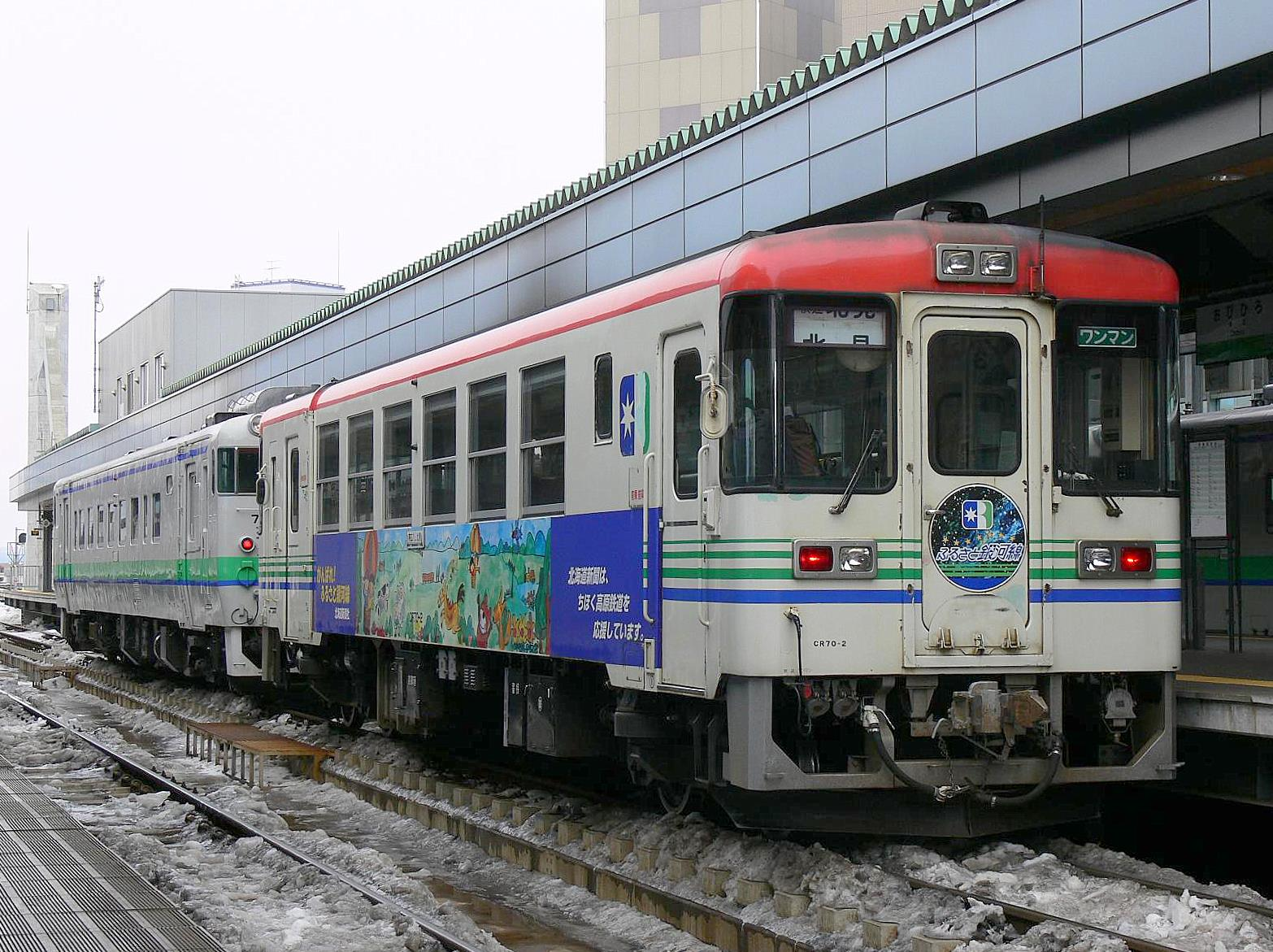
JR帶廣站停靠中的北海道池北高原鐵道車輛

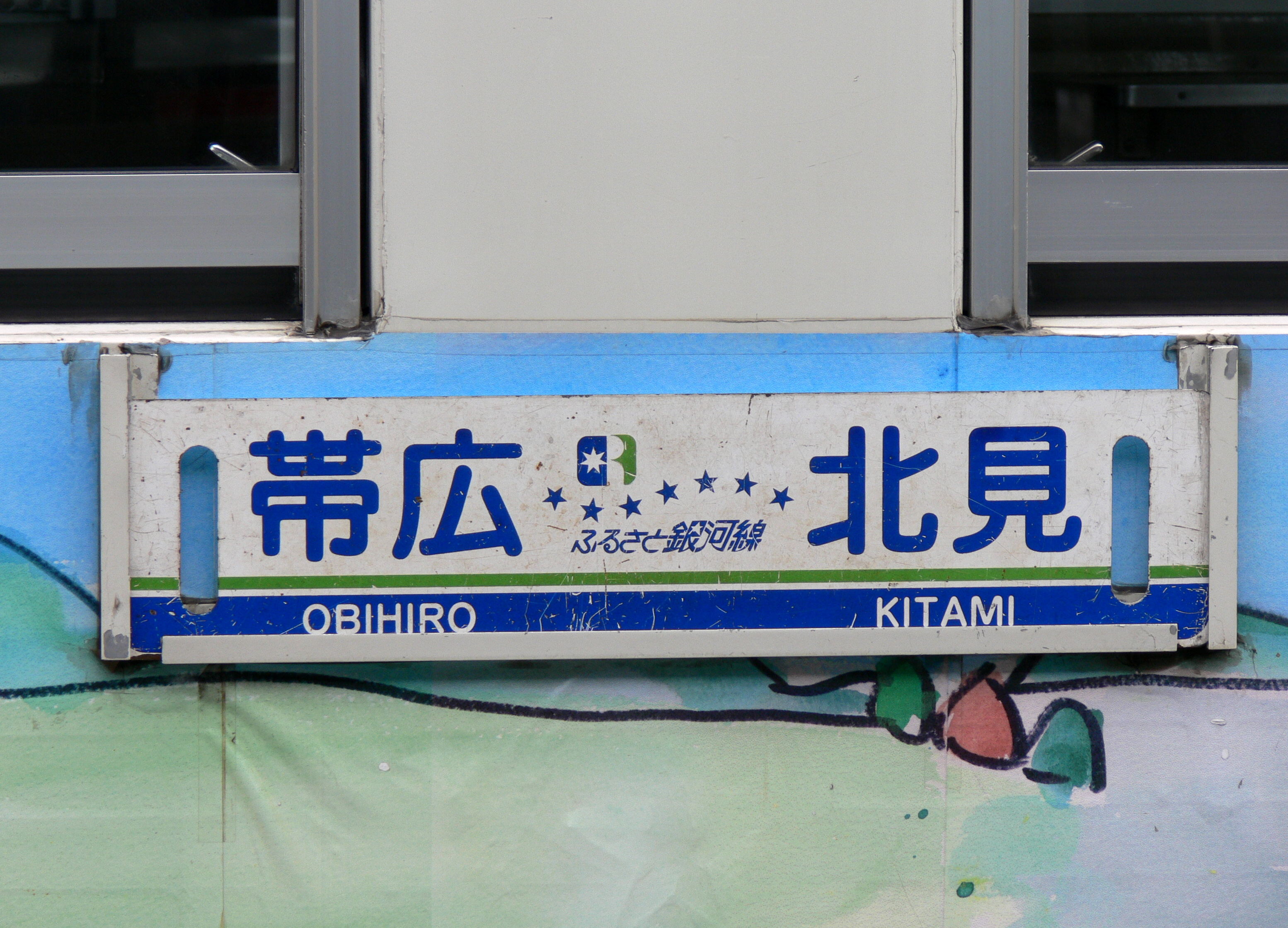
帶廣直通列車的方向牌

北海道池北高原鐵道的員工多數是JR北海道的退休人士和從JR北海道借調過來，熟悉池北線運作情況的員工。在開業數年後，關於JR北海道借調過來的情況經過討論和財產負擔下，決定繼續以原來的方式繼續。
原本乘客若乘坐故鄉銀河線後轉乘JR北海道路線，需要在轉乘站池田站或北見站購買另一張車票。在1989年（平成元年）10月1日開設聯絡運輸，足寄站至帶廣站等JR部分車站之間可只需購買一張聯絡車票。在1994年（平成6年）12月10日，故鄉銀河線可購買JR北海道的車票。
在JR北海道營運時代，設有4班列車直通至根室本線帶廣站，2班列車從帶廣直通至池北線。在開業當初已經進行檢討，列車駛入帶廣站會一個增加收費的對策。1990年（平成2年）7月，在帶廣市的協助下，沿線自治體組成了檢討委員會，討論當列車駛入根室本線時如何承擔費用。最後，董事會在12月確認於1991年（平成3年）秋天實施直通運輸。同年5月起，開始進行列車訓練，把JR車輛和北海道池北高原鐵道車輛連結行走。在11月1日起，北海道池北高原鐵道車輛開始行走於池田站至帶廣站，共2個往返班次。JR北海道車輛開始行走於池田站至足寄站之間，共1個往返班次，車輛開始互相駛入各個路線。駛入至北見站的快速銀河號舉行出發儀式。
JR北海道或旅行社舉辦的團體列車也曾經駛入故鄉銀河線區間。在1992年（平成4年）5月13日，JR北海道釧路分社為紀念JR北海道成足5周年，開設了道東一周之旅的歡樂列車「Crystal Express苫鵡&佐幌」。隨後一年也有數架度假列車或榻榻米列車等JR特急車輛駛入故鄉銀河線，這些列車都是團體包車。在2001年（平成13年）7月31日至8月5日之間，JR北海道的C11形蒸氣機車牽引「SL銀河號」，於線內行走。

## 經營狀況

### 經營安定化基金
鐵路第三部門化必需有經營安定基金。在北見市設置了「北海道池北高原鐵道經營安定基金」，當中北海道投入43億5,000日圓，沿線自治體投入13億日圓，除了初始投資的轉換補助金投入24億5,500萬日圓，合共81億500萬日圓。當中包括了3個基金，以便按照不同基金的情況有效管理，並於這些基金的投資利潤中填補赤字（截至1989年為約5.4 %）。
第一基金
使用投資收益可以補貼公司的一般虧損。基金來自北海道和沿線自治體。本金不能夠使用。
第二基金
鐵路事業的虧損和鐵路設施的整備和更新之補助。基金來自轉換補助金。
第三基金
開始營業至第5年度的鐵路業務虧損本金補貼。基金來自北海道和沿線自治體。

### 2002年度前的業績
| 年度               | 收入    | 收入   | 收入    | 費用    | 費用   | 費用    | 營業損益 | 營業外損益 | 普通收入 | 特別事項 | 參考資料 |
| 年度               | 營業    | 營業外 | 小計    | 營業    | 營業外 | 小計    | 營業損益 | 營業外損益 | 普通收入 | 特別事項 | 參考資料 |
| ------------------ | ------- | ------ | ------- | ------- | ------ | ------- | -------- | ---------- | -------- | -------- | -------- |
| 1989年（平成元年） | 261,583 | 57,593 | 319,176 | 698,246 | 11,489 | 709,735 | △436,663 | 46,104     | △390,559 |          | [ 43 ]   |
| 1990年（平成2年）  | 312,889 | 38,047 | 350,936 | 838,256 | 10,792 | 849,048 | △525,367 | 27,255     | △498,112 |          | [ 43 ]   |
| 1991年（平成3年）  | 305,076 | 32,114 | 337,190 | 842,655 | 11,269 | 853,924 | △537,579 | 20,845     | △516,734 |          | [ 43 ]   |
| 1992年（平成4年）  | 285,814 | 31,146 | 316,960 | 784,548 | 10,781 | 794,329 | △497,734 | 20,365     | △477,369 |          | [ 43 ]   |
| 1993年（平成5年）  | 272,144 | 23,215 | 295,359 | 813,264 | 10,476 | 823,740 | △541,120 | 12,739     | △528,381 |          | [ 43 ]   |
| 1994年（平成6年）  | 266,864 | 25,374 | 292,238 | 766,928 | 1,047  | 767,975 | △500,604 | 24,327     | △475,737 |          | [ 43 ]   |
| 1995年（平成7年）  | 282,407 | 28,100 | 310,507 | 786,029 | 467    | 786,496 | △503,622 | 27,633     | △475,989 |          | [ 43 ]   |
| 1996年（平成8年）  | 286,871 | 21,779 | 308,650 | 770,294 | 186    | 770,480 | △483,423 | 21,593     | △461,830 |          | [ 43 ]   |
| 1997年（平成9年）  | 267,002 | 25,556 | 292,558 | 760,591 | 4,062  | 764,653 | △493,589 | 21,494     | △472,095 |          | [ 43 ]   |
| 1998年（平成10年） | 281,639 | 22,020 | 303,659 | 775,039 | 2,959  | 777,998 | △493,400 | 19,061     | △474,339 |          | [ 43 ]   |
| 1999年（平成11年） | 234,402 | 24,216 | 258,618 | 732,043 | 3,482  | 735,525 | △497,641 | 20,734     | △476,907 |          | [ 43 ]   |
| 2000年（平成12年） | 210,278 | 25,251 | 235,529 | 652,426 | 2,680  | 655,106 | △442,148 | 22,571     | △419,577 |          | [ 43 ]   |
| 2001年（平成13年） | 240,554 | 27,101 | 267,655 | 647,788 | 1,488  | 649,276 | △407,234 | 25,613     | △381,621 |          | [ 43 ]   |
| 2002年（平成14年） | 204,091 | 28,283 | 232,374 | 609,451 | 1,547  | 610,998 | △405,360 | 26,736     | △378,624 |          | [ 43 ]   |

### 2002年度前的運送業績
| 年度               | 運送人次（人） | 運送人次（人） | 運送人次（人） | 運送人次（人） | 運輸密度 人/1日 | 特別事項         | 參考資料 |
| 年度               | 定期票外       | 通勤定期       | 通學定期       | 合計           | 運輸密度 人/1日 | 特別事項         | 參考資料 |
| ------------------ | -------------- | -------------- | -------------- | -------------- | --------------- | ---------------- | -------- |
| 1989年（平成元年） | 304,073        | 73,180         | 526,556        | 903,809        | 516             | 6月4日起         | [ 44 ]   |
| 1990年（平成2年）  | 316,063        | 90,264         | 620,758        | 1,027,085      | 476             | 首個整年營業年度 | [ 44 ]   |
| 1991年（平成3年）  | 302,573        | 88,822         | 551,940        | 943,335        | 439             |                  | [ 44 ]   |
| 1992年（平成4年）  | 301,977        | 86,460         | 515,100        | 903,537        | 472             |                  | [ 44 ]   |
| 1993年（平成5年）  | 302,279        | 73,740         | 504,060        | 880,079        | 462             |                  | [ 44 ]   |
| 1994年（平成6年）  | 301,299        | 74,820         | 489,660        | 865,779        | 456             |                  | [ 44 ]   |
| 1995年（平成7年）  | 292,212        | 71,220         | 453,000        | 816,432        | 431             |                  | [ 44 ]   |
| 1996年（平成8年）  | 278,380        | 57,540         | 429,540        | 765,460        | 407             |                  | [ 44 ]   |
| 1997年（平成9年）  | 259,519        | 57,600         | 380,520        | 697,639        | 372             |                  | [ 44 ]   |
| 1998年（平成10年） | 248,722        | 46,860         | 382,740        | 678,322        | 361             |                  | [ 44 ]   |
| 1999年（平成11年） | 230,548        | 38,640         | 387,600        | 656,788        | 345             |                  | [ 44 ]   |
| 2000年（平成12年） | 202,177        | 32,400         | 380,340        | 614,917        | 320             |                  | [ 44 ]   |
| 2001年（平成13年） | 194,003        | 30,780         | 352,860        | 577,643        | 302             |                  | [ 44 ]   |
| 2002年（平成14年） | 183,297        | 28,800         | 323,940        | 536,037        | 281             |                  | [ 44 ]   |

運輸收入在1995年（平成7年）度下降，這是由於車票加票，使客量減少。在開業至5年之間有一個補貼制度，補貼赤字的一半金額，在剛好5年當天1994年6月3日完結。經營安定化基金的投資收益補償金額一直到1992年才超出預期，後來由於泡沫經濟爆破，以及超低利率時代來臨，使後來已經大幅下降。這變成了不得不撤回本金並彌補當時的情況。

## 開始計論廢除
故鄉銀河線的使用人次下跌至池北線高峰時代約一半，實施經營改善計劃後，仍然錄得赤字。而填補赤字的經營安定化基金於2004年（平成16年）度見底，進一步增加經營難度。在2003年（平成15年）3月29日，北海道池北高原鐵道、北海道、沿線自治體組成「故鄉銀河線關係者協議會」，開始討論路線走向。
在2003年（平成15年）度協議會中，北海道和沿線自治體一致同意確保沿線住民的出行交通，但是北海道方面否決了對北海道池北高原鐵道的財政支援。即使在各個沿線自治體中，對於承擔赤字的態度也存有差異。
北海道表示無法負擔130km/h鐵路高速化的140億日圓工程費用。在轉換為巴士服務後，可以維持與鐵路相同水準的服務與相同的時間表。而巴士路線可以受到國家與北海道的補貼，以大幅減輕自治體的負擔。經營安定化第一基金的本金是不應該被提取的，但即使可以提取，也不包括停線前需要留存的17億日元，其餘本金在4年後會花光。若鐵路仍然存在，北海道每年補貼的金額為約4,500萬日圓。
如果不是討論把鐵路廢除、轉換為巴士服務，沿線自治體表示強烈反對。當中，沒有能夠說服北海道讓鐵路公司能夠繼續經營的措施，以及沒有對於經濟負擔的準備，這樣暴露出一個依附體質，例如在公司遇到麻煩時經常需要依靠北海道。雖然沿線自治體繼續要求鐵路繼續營運，當中計劃把車票加價後，北海道承擔75%赤字金額（25%由沿線自治體承擔）。同一時間下，在鐵路沿線地區繼續進行地區振興（包括建設高速道路）的條件下，允許同時討論把鐵路服務轉換為巴士服務。對於這個情況，北海道很難再繼續承受以億為單位的赤字。因此很快便回覆，表示盡快開始考慮地區振興。另外，民間也有一些方案，包括引入區域貨幣、簡易高速化和交由JR北海道接管，但是上述方案均較難實施。
在2004年（平成16年）協議會中，表示盡最大努力於該年度想方法增加收入，可是如果沒有改善業績，便決定轉換為巴士服務。在2005年（平成17年）度，鐵路服務繼續營業，該年度的赤字是由第一基金填補。但是該年度被視為鐵路服務廢除，並轉移至巴士服務的準備年度。
後來，委托了3個監査法人進行經營分析，結果2個法人指出「已經到達鐵路經營的界限，已經困難以繼續經營。改善措施有限，無助增加收入。而未來已經預計需要支付翻新支出，因此除了轉換巴士外的方案都比較困難」。而1個法人指出「自治體需要對公司進行財政支援。在沒有支援下，轉換為巴士服務是不可避免的」。根據公司經營狀況，在2010年（平成22年）度前，預計公司每年的赤字為3億5千萬日圓至4億600萬日圓，另外鐵橋與車輛等翻新費用為29億日圓，公司員工也開始高齡化。在收到報告後，為了減輕北海道的財政負擔，主張把鐵路服務轉換為巴士服務。沿線首領對於鐵路繼續存在和廢除之間交錯了。
作為加強道央圈、新千歲機場連接鄂霍次克、知床之間的交通手段，特急列車的運行要求再次燃起。特急「鄂霍次克」在札幌站至北見站之間區間若途經千歲線、石勝線、根室本線和故鄉銀河線，當中若故鄉銀河線的最高時速增加至130 km/h，可以縮短約35分鐘行車時間，最高時速增加至85 km/h至95 km/h（簡易高速化），行車時間可縮短約17分鐘。但是前者的費用比較高昂。後者的費用相對平宜，可是若使用該費用來引入高性能車輛並繼續行經現時路線，所得出的效果相約。此外，若特急列車改經故鄉銀河線，便可能會出現石北本線的存廢問題。
在2005年（平成17年），公布了轉換為巴士服務後的收支前景。轉換巴士服務後，盈虧是鐵路服務的一半以下，加上透過巴士路線維持補貼措施能夠減輕沿線自治體的負擔。有一些自治體尋求充分討論，要求把結論推遲一年，但是在沒有變更結論下，應該於3月前取消。隨後繼續有一些建議繼續提出讓鐵路繼續經營，但是建議中的具體性和實現性成疑，造時「時間不足」「現實路線」的交錯場面。

## 故鄉銀河線廢線

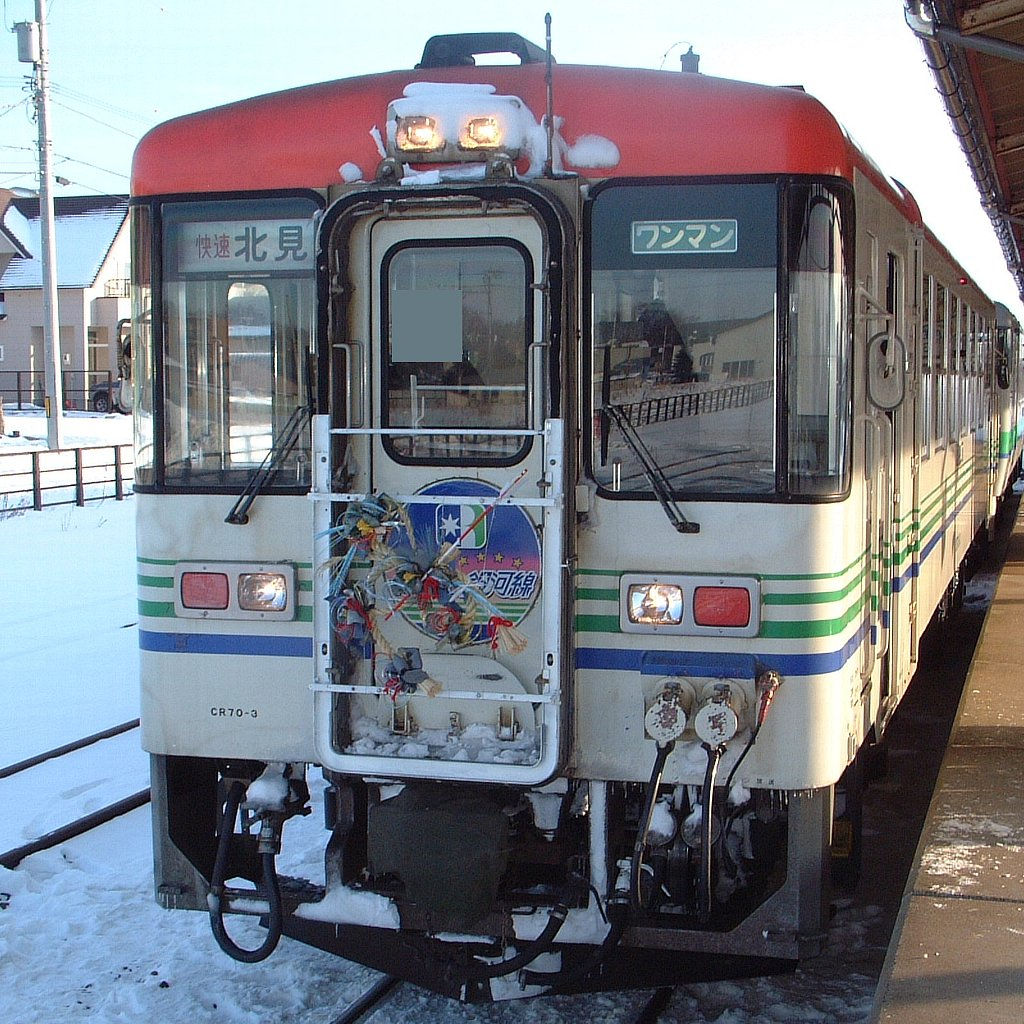
最後的正月（2006年1月1日）

在2005年（平成17年）3月27日，100人以上的傍聽者參與會議。在1個月前的協議會中，陸別町長提出由民間公司以低成本營運，但是由於需要時間來檢証成效，加上較難進行公司重組，因此可行性較低。在協議會預定會得出存廢結論，可是十勝管內的自治體無法向居民解釋巴士的運行形態與自治體負擔問題，北海道表示今後會再作檢討。在訓子府町和置戶町沒有意見下結束了協議會，該結論已轉至董事會。
隨後董事會繼續舉行，表決廢除故鄉銀河線，轉換為巴士服務，於4月17日舉行的股東特別大會進行決議，正式決定廢除鐵路事業。廢除的理由是「北海道和沿線自治體的財政困難」，當中有強硬意見表示應該撤回決定，可是由於不想再議論下去，因此仍然決定廢除。在會議中，神田孝次表示失望，在感情緒激動下作出了這個決定。另外，在同年4月21日向國土交通省提出廢除路線。
故鄉銀河線在2006年（平成18年）4月20日，行走告別列車和非常多人乘坐的最後一班列車後，鐵路結束營業。從1989年（平成元年）轉換為故鄉銀河線的17年歷史，以及從1911年（明治44年）網走線全線開通的95年歷史，到此完結。

## 清算和解散
在尾班車通過後1小時，於2006年（平成18年）4月21日凌晨0時起，北見市內開始進行撤走平交道作業。當時公司有82名員工，在4月30日74名員工被解僱，於5月有3名員工加入，公司只剩下11名員工處理剩下業務。6月24日股東大會決議下，過渡為清算公司。開始處理剩餘資產與整理剩下業務。
隨著開始售賣車輛、土地和設施。於2007年（平成19年）12月22日的清算人會議上，報告稱淨資產約為4.8億日元，將分配給股東。由於公司資本金為4.9995億日圓，因此相當於面值。使用經營安定化基金用作設施撤走費用與購入替代巴士，剩下了約14.8億日圓，隨後支付通學定期差額補貼，剩下約6,000萬日圓用作支付沿線自治體蹟地利用對策費。
在2008年（平成20年）3月15日，26人出席了最後一次股東大會。股東們有各種各樣的感受，這是由於已經無法令鐵路線復活而感到無助。大會中只有4項質問後，35分鐘內完結。完成清算登記後，同年3月31日，北海道池北高原鐵道正式結業。

## 路線
| 中文線名   | 日文線名 | 起點 | 終點 | 距離（公里） |
| ---------- | -------- | ---- | ---- | ------------ |
| 故鄉銀河線 |          | 池田 | 北見 | 140.0        |

## 車輛
截至故鄉銀河線廢除時，共有2款柴油列車。
- CR70形・CR75形（日语：北海道ちほく高原鉄道CR70形気動車）

在開業初期由於車輛數目不足，為了有足夠的車輛數目，便向JR北海道借入一些KiHa22形協助營運。

## 車費、車票
以下為成人普通旅客車費（小童半價，取捨至最近10日圓）。
- 1989年（平成元年）6月4日：（開始營業）[12]。
- 1995年（平成7年）9月1日：為了改善運輸收入而修定車費[30][52][12]。
- 1997年（平成9年）4月1日：為了提升消費稅率而修定車費<[12][36]。
- 2001年（平成13年）4月1日：由於實行經營改善計劃，為了改善運輸收入而修定車費[53]。

| 修定日    | （1989年6月4日） | 1995年9月1日 | 1997年4月1日 | 2001年4月1日 |
| 距離 (km) | 車費（日圓）     | 車費（日圓） | 車費（日圓） | 車費（日圓） |
| - 3       | 140              | 160          | 160          | 180          |
| - 6       | 180              | 210          | 210          | 230          |
| - 10      | 210              | 250          | 250          | 280          |
| - 15      | 240              | 280          | 290          | 320          |
| - 20      | 330              | 390          | 400          | 440          |
| - 23      | 410              | 480          | 490          | 540          |
| - 28      | 490              | 580          | 590          | 650          |
| - 32      | 590              | 690          | 700          | 770          |
| - 37      | 670              | 790          | 810          | 890          |
| - 41      | 760              | 890          | 910          | 1,000        |
| - 46      | 840              | 990          | 1,010        | 1,110        |
| - 55      | 980              | 1,150        | 1,170        | 1,290        |
| - 64      | 1,140            | 1,340        | 1,370        | 1,510        |
| - 73      | 1,320            | 1,550        | 1,580        | 1,740        |
| - 82      | 1,490            | 1,750        | 1,780        | 1,960        |
| - 91      | 1,670            | 1,960        | 2,000        | 2,200        |
| - 100     | 1,850            | 2,170        | 2,210        | 2,430        |
| - 110     | 1,940            | 2,280        | 2,320        | 2,550        |
| - 128     | 2,270            | 2,660        | 2,710        | 2,980        |
| - 140     | 2,590            | 3,040        | 3,100        | 3,410        |

整年一般向乘客發售的特價車票包括定票乘車票、區間式回數乘車票，在1993年（平成5年）9月1日開始售票金券式特殊回數票。另外也有曾經售賣特別車票，為了對抗特急巴士，以及為了迎接開業5周年，售賣了來往北見站/上常呂站至帶廣站之間的來回特價車票「銀河GOGO來回特價車票」。
此外於星期日與假日，置戶站、訓子府站和上常呂站至北見站之間設有購物來回車票，以及一日任搭車票等優惠車票。

## 注腳

### 報道発表資料
1. ↑   (新闻稿). 北海道池北高原鐵道.   [2005-03-29]. （原始内容存档于2005年3月29日） （日语）.
2. ↑   (新闻稿). 北海道池北高原鐵道. 2005-03-28  [2005-03-29]. （原始内容存档于2005年3月29日） （日语）.
3. ↑   (新闻稿). 北海道池北高原鐵道. 2005-04-21  [2005-04-24]. （原始内容存档于2005年4月24日） （日语）.
4. ↑   (新闻稿). 北海道池北高原鐵道. 2006-03-29  [2006-04-08]. （原始内容存档于2006年4月8日） （日语）.
5. ↑   (新闻稿). 北海道池北高原鐵道. 2006-04-17  [2006-05-06]. （原始内容存档于2006年5月6日） （日语）.

### 新聞
1. 1 2  . 北海道新聞 (北海道新聞社). 1989-06-03 （日语）.
2. ↑  . 北海道新聞（朝刊・鄂霍次克版） (北海道新聞社). 2003-06-22: 28面（道東廣域版） （日语）.
3. ↑  . 北海道新聞（朝刊・鄂霍次克版） (北海道新聞社). 2003-09-05: 27面（鄂霍次克版） （日语）.
4. ↑  . 北海道新聞（朝刊・鄂霍次克版） (北海道新聞社). 2003-11-24: 25面（鄂霍次克版） （日语）.
5. ↑  . 北海道新聞（朝刊・鄂霍次克版） (北海道新聞社). 2004-02-12: 19面（鄂霍次克版） （日语）.
6. ↑  . 北海道新聞（朝刊・鄂霍次克版） (北海道新聞社). 2004-11-08: 29面（鄂霍次克版） （日语）.
7. ↑  . 北海道新聞（朝刊・鄂霍次克版） (北海道新聞社). 2005-01-31: 27面（鄂霍次克版） （日语）.
8. ↑  . 北海道新聞（朝刊・鄂霍次克版） (北海道新聞社). 2005-03-22: 22面（道東廣域版） （日语）.
9. 1 2  . 北海道新聞（朝刊・鄂霍次克版） (北海道新聞社). 2005-03-28: 29面（鄂霍次克版） （日语）.
10. ↑  . 北海道新聞（朝刊・鄂霍次克版） (北海道新聞社). 2005-04-18: 25面（鄂霍次克版） （日语）.
11. ↑  . 北海道新聞 (北海道新聞社). 2006-04-21 （日语）.
12. ↑  . 北海道新聞 (北海道新聞社). 2006-04-21 （日语）.
13. ↑  . 北海道新聞（朝刊・鄂霍次克版） (北海道新聞社). 2006-04-26: 23面（きたみ面） （日语）.
14. ↑  . 北海道新聞（朝刊・鄂霍次克版） (北海道新聞社). 2006-05-02: 21面（鄂霍次克版） （日语）.
15. ↑  . 北海道新聞（朝刊・鄂霍次克版） (北海道新聞社). 2006-06-25: 29面（鄂霍次克版） （日语）.
16. ↑  . 北海道新聞（朝刊・鄂霍次克版） (北海道新聞社). 2007-12-23: 24面（道東廣域版） （日语）.
17. ↑  . 北海道新聞（朝刊・鄂霍次克版） (北海道新聞社). 2008-02-14: 24面（鄂霍次克版） （日语）.
18. ↑  . 北海道新聞（朝刊・鄂霍次克版） (北海道新聞社). 2008-02-10: 28面（道東廣域版） （日语）.
19. ↑  . 北海道新聞（朝刊・鄂霍次克版） (北海道新聞社). 2008-03-16: 29面（鄂霍次克版） （日语）.

### 書籍
- 石野哲（編集長）. . JTB出版. 1998-09-19. ISBN 978-4-533-02980-6. ISBN 4-533-02980-9 （日语）.
- 田中和夫（日语：田中和夫）（監修）. . 上巻 国鉄・JR線. 北海道新聞社（編集）. 2002-07-15: 94–105頁・232–237頁・311–319頁. ISBN 978-4-89453-220-5. ISBN 4-89453-220-4 （日语）.
- 田中和夫（監修）. . 下巻 SL・青函連絡船他. 北海道新聞社（編集）. 2002-12-05: 222–225. ISBN 978-4-89453-237-3. ISBN 4-89453-237-9 （日语）.
- 今尾惠介（監修）. . 新潮「旅」ムック 1号・北海道. 新潮社. 2008-05-17. ISBN 978-4-10-790019-7. ISBN 4-10-790019-3 （日语）.
- 今尾惠介・原武史（日语：原武史）（監修）. 日本鉄道旅行地図帳編集部（編集） , 编. . 新潮「旅」ムック 1号・北海道. 新潮社. 2010-05-18. ISBN 978-4-10-790035-7. ISBN 4-10-790035-5 （日语）.

### 雜誌
- ふるさと銀河線10周年記念事業実行委員会（編集）. . ふるさと銀河線10年のあゆみ. 1999-06-04: 19–60頁・110–111頁 （日语）.
- . 鐵道雜誌（日语：鉄道ジャーナル） (成美堂出版). 2006-04-01, 40 (第4號（通卷474號）): 73・77頁 （日语）.
- 北見現代史編集委員会（編集）. . 北見現代史 (北見市). 2007-01: 950–962頁・978–992頁 （日语）.

## 外部連結
- . 北海道池北高原鐵道株式會社.   [2006-02-09]. （原始内容存档于2006-02-09） （日语）.
- . 北海道粉絲雜誌（日语：北海道ファンマガジン）.   [2015-09-13]. （原始内容存档于2016-11-26） （日语）.
- . Delicious Way.   [2015-09-13]. 原始内容存档于2016-11-26 （日语）.
- .   [2021-11-20]. 原始内容存档于2004-10-12 （日语）.